# Arrondissement Dendermonde
Arrondissement Dendermonde (nizozemsky: Arrondissement Dendermonde; francouzsky: Arrondissement de Termonde) je jeden ze šesti arrondissementů (okresů) v provincii Východní Flandry v Belgii.
Jedná se o politický a zároveň soudní okres. Soudní okres Dendermonde také zahrnuje obce politického okresu Sint-Niklaas a některé obce politického okresu Aalst.

## Historie
Arrondissement Dendermonde byl vytvořen roku 1800 jako třetí arrondissement v Départmentu Escaut. Tento arrondissement původně zahrnoval kantony Aalst, Beveren, Dendermonde, Hamme, Lokeren, Sint-Gillis-Waas, Sint-Niklaas, Temse, Wetteren a Zele. Roku 1814 byla obec De Klinge okresu Eeklo přičleněna k okresu Dendermonde.
Roku 1818 byly vytvořeny arrondissementy Aalst a Sint-Niklaas. Při této příležitosti byl kanton Aalst postoupen stejnojmennému okresu a z kantonů Beveren, Sint-Gillis-Waas, Sint-Niklaas a Temse vznikl okres Sint-Niklaas. Části obcí Laarne a Kalken byly roku 1921 přičleněny k okresu Gent a společně vytvořili jednu obec Beervelde.

## Obyvatelstvo
Počet obyvatel k 1. lednu 2017 činil 199 553 obyvatel. Rozloha okresu činí 342,47 km².

## Obce
Okres Aalst sestává z těchto obcí:
- Berlare
- Buggenhout
- Dendermonde
- Hamme
- Laarne
- Lebbeke
- Waasmunster
- Wetteren
- Wichelen
- Zele